# Guy Martin
Pour les articles homonymes, voir Guy Martin (homonymie) et Martin.
Guy Martin, né le 3 février 1957 à Lille (Hauts de France), est un des plus importants chefs cuisiniers, actuel chef du Grand Véfour à Paris. Il en est depuis janvier 2011 le propriétaire.

## Biographie
Son premier contact avec la restauration a lieu au lycée école hôtelière de Moûtiers. Il a eu différents emplois saisonniers, dont pizzaiolo à 17 ans : « J’étais jeune et je voulais travailler » dit-il. Il est devenu le chef du Grand Véfour (trois étoiles au Guide Michelin, en 2000, rétrogradé à deux étoiles en 2008).
Personnage atypique, il a obtenu sa première étoile fin 1984 alors qu'il n'était chef que depuis six mois, et qu'ils n'étaient que trois en cuisine.
Il a été choisi pour préparer le repas de célébration de la réunion de la Savoie à la France, le 22 avril 2010, au château des ducs de Savoie, à Chambéry, auquel participe le président de la République, Nicolas Sarkozy,.
Depuis 2011, il présente l'émission de télévision Épicerie fine, déclinée en deux saisons de 35 épisodes, où il part à la rencontre de producteurs, éleveurs et cultivateurs, pour faire découvrir l'origine de ses produits, et donner ses petits conseils de préparation. Cette émission est diffusée sur TV5 Monde, Cuisine TV, Voyage et Campagnes TV.
Il fait l’objet d’une enquête préliminaire après une accusation d’agression sexuelle lors d'un rendez-vous professionnel en 2015, accusation qu’il conteste.
Le Grand Véfour perd ses deux étoiles, dans l’édition 2021 du guide Michelin.

## Distinctions
- 1984 Guide Gault-Millau 16/20
- 1985 Guide Michelin première étoile
- 1986 Prix de l’accueil des Relais & Châteaux
- 1987 Flocon d’or de la gastronomie française
- 1988 Jeune espoir de la cuisine française
- 1990
  - Guide Michelin deuxième étoile
  - Bottin gourmand  3 étoiles
- 1991 Maître cuisinier de France
- 1992 Prix du Fourneau d’Or de la gastronomie française
- 1993
  - Guide Champérard 3 points
  - Prix « Atmosphère »
- 1994
  - Guide Champérard élu Jeune Chef de l’Année
  - Guide Gault Millau 17/20
  - Diplôme du Club des Cent
  - Membre de la Chambre syndicale de la Haute Cuisine française et conseiller du président
- 1995
  - Guide Gault Millau 18/20
  - Guide Pudlowski : élu Meilleur Chef de l’année
  - Guide Champérard 3 points 18,5/20
  - Bottin Gourmand 3 étoiles
  - Membre de l’association « Tradition & Qualité »
- 1996 Élu « Meilleur Chef Européen » Magazine Status en Grèce
- 1997
  - Prix littéraire du Club Historique et Gourmand pour l’ouvrage Recettes gourmandes
  - Élu « Meilleur Chef de l’Année Européenne » au Portugal
- 1998 Bottin Gourmand 4 étoiles
- 1999
  - Élu chef du XXe siècle au Japon
  - Élu « Meilleur Chef de l’année » par le Gault et Millau 19/20
  - Élu « Meilleur Chef Européen » magazine Status en Grèce
- 2000
  - Élu chef du XXIe siècle en Suisse
  - Élu « Meilleur Restaurant Européen » magazine Status en Grèce
  - Guide Champérard élu « Meilleur Chef de l’année »
  - Guide Michelin troisième étoile
- 2001 Élu « Meilleur Chef de Cuisine français » et parmi les sept premiers mondiaux par The World Master Arts of Culinary
- 2003 3 Tour Eiffel au Guide Lebey
- 2008
  - Guide Michelin Retrait de la troisième étoile pour le Grand Véfour

## Décorations
- 1997 :  Chevalier de l'ordre des Arts et des Lettres
- 2002 :  Chevalier de l'ordre des Palmes académiques
- 2003 :  Chevalier de la Légion d'honneur
- 8 avril 2012 :  Officier de la Légion d'honneur
- juin 2017 : colonel dans la Réserve citoyenne de l'Armée de terre